# Guitalens-L’Albarède
Guitalens-L’Albarède ist eine französische Gemeinde mit 835 Einwohnern (Stand 1. Januar 2022) im Département Tarn in der Region Okzitanien. Sie entstand 2007 durch Fusion der Gemeinden Guitalens und Lalbarède.

## Geografie
Die Gemeinde liegt 16 Kilometer nordwestlich von Castres am Fluss Agout. Lalbarède befindet sich auf der rechten Seite des Flusses, Guitalens auf der linken.

## Geschichte
Der Fluss Agout bildet offenbar die Grundlage für die Besiedlung des Gebiets. Seit der Jungsteinzeit war der Fluss passierbar. Im Mittelalter ermöglichte eine Burg die Überwachung der Flussquerung. Dort begann daraufhin eine verstärke Ansiedlung. Die 1831 erbaute Brücke ist seit der Zusammenführung der beiden Gemeinden im Jahr 2007 zum Symbol für die Einheit des Dorfes geworden. Dank des starken Willens der beiden Bürgermeister und Gemeinderäte konnten die beiden Gemeinden nach einem Referendum fusionieren.

## Bevölkerungsentwicklung
| Jahr      | 1962 | 1968 | 1975 | 1982 | 1990 | 1999 | 2007 |
| Einwohner | 521  | 544  | 529  | 492  | 552  | 600  | 730  |